# Джордано Майолі
Джордано Майолі (італ. Giordano Maioli; нар. 27 вересня 1943) — колишній італійський тенісист.
Найвищим досягненням на турнірах Великого шолома було 3 коло в одиночному розряді.

## Досягнення
| Рік  | Змагання               | Місце         | Турнір           | Медаль | Нотатки |
| ---- | ---------------------- | ------------- | ---------------- | ------ | ------- |
| 1963 | Літня універсіада 1963 | Порту-Алегрі  | Мікст            | 1-ше   | [ 1 ]   |
| 1963 | Літня універсіада 1963 | Порту-Алегрі  | Одиночний розряд | 2-ге   |         |
| 1963 | Літня універсіада 1963 | Порту-Алегрі  | Парний розряд    | 3-тє   | [ 2 ]   |
| 1965 | Літня універсіада 1965 | Будапешт      | Мікст            | 3-тє   | [ 1 ]   |
| 1967 | Літня універсіада 1967 | Токіо         | Мікст            | 2-ге   | [ 3 ]   |
| 1967 | Літня універсіада 1967 | Токіо         | Парний розряд    | 3-тє   | [ 1 ]   |
| 1967 | Середземноморські ігри | Туніс (місто) | Парний розряд    | 3-тє   | [ 4 ]   |